# Roßkopf (Rofan)
Der Roßkopf ist ein im Nordgipfel 2257 Meter hoher Berg im Rofangebirge, einer Untergruppe der Brandenberger Alpen im österreichischen Bundesland Tirol mit mehreren Gipfeln. Der Roßkopf-Südgipfel misst nur eine Höhe von 2246 Metern. Beide Punkte sind durch einen sehr schmalen Grat miteinander verbunden und liegen im hier west-östlich verlaufenden Hauptkamm des Gebirges. Darüber hinaus gibt es noch einen Nordostgipfel (2220 m) und einen Ostgipfel (2200 m). Nach Westen hin ist der Berg teilweise mit Gras bewachsen, nach Norden, Osten und Süden jedoch weist er schroffe, bei Alpinkletterern beliebte, im Norden bis 300 Meter hohe, Felswände auf. Von Süden aus betrachtet wirkt der Südgipfel sehr massiv und dominiert das darunterliegende Gebiet der Grubalacke, einem ausgedehnten Kar. Die Roßköpfe sind durch ein ausgedehntes Wanderwegsystem und zwei Klettersteige zugänglich und können von der Erfurter Hütte, auf 1831 Metern Höhe gelegen, erreicht werden.

## Umgebung
Die Roßkopfgipfel liegen im zentralen Bereich des Rofans im hier west-östlich verlaufenden Hauptkamm. Benachbarte Berge sind im Verlauf des Nordwestgrats, getrennt durch die Roßkarlscharte auf etwa 2100 m, die 2261 Meter hohe Seekarlspitze und das Spieljoch mit 2236 Metern Höhe. Im Osten, jenseits der Grubascharte (2103 m) liegt die 2259 Meter hohe Rofanspitze und im Südosten, getrennt durch den Talkessel der Grubalacke, die Grubalackenspitze mit 2169 Metern Höhe. Nächstgelegener Ort ist im Südsüdwesten Maurach am Achensee in gut 4 Kilometer Luftlinie; etwa 6 km im Norden liegt Steinberg am Rofan.

## Geologie
Siehe Artikel Hochiss

## Touristische Erschließung
Da das Gebiet durch seinen fruchtbaren Boden schon früh besiedelt wurde und von Süden her das Rofangebirge leicht zu ersteigen ist, gibt es keine Überlieferungen zu Erstbesteigungen. Ein dichtes Wanderwegnetz führt durch das Gebiet und die Roßkopfgipfel sind leicht von der Erfurter Hütte, auf 1831 Metern nördlich oberhalb von Maurach, aus zu erreichen. Der Normalweg (leichtester Anstieg) auf den Nordgipfel führt in nordöstlicher Richtung über den Grubastieg bis hinauf zur Grubascharte auf 2102 Metern Höhe. Von dort aus geht es hinauf zur Roßkarlscharte, auf etwa 2160 Metern Höhe gelegen, über den Westgrat in gut 2½ Stunden Gehzeit im Schwierigkeitsgrad UIAA II und teilweise steilem Gras zum Nordgipfel. Der leichteste Anstieg zum Südgipfel (mit Gipfelkreuz) führt von der Grubascharte aus direkt über eine steile Grasflanke an der Ostseite im UIAA-Grad I bis II.

## Klettern
Geklettert wird an den Roßkopfgipfeln seit 1899, als Georg Leuchs, G. Heilmann und J. Schön im heutigen UIAA-Grad II durch die schrofige Westwand des Südgipfels stiegen. 1909 bewältigten Josef, A. und Josefine Nieberl den III. UIAA-Grad in der Nordostflanke des Nordostgipfels. 1926 kletterten E. Schmid und S. Moser in der Schwierigkeit VI-, allerdings technisch A2, durch die Nordwand. Bis in die 1980er Jahre wurden immer neue Routen eröffnet, die bis in den UIAA-Grad VIII-, A0, wie im sogenannten „Goldrausch“ (S. P. Darshano), reichten. Die bisher letzte Neueröffnung ist die Route Der Name der Rose, UIAA VIII, durch Hannes Salvenmoser und O. Oelze durch die Nordwand. Durch die Südwand führen Routen in den Schwierigkeitsgraden IV+ bis VII. Entlang der Route Alter Weg (IV) verläuft seit 2010 eine Sektion des Achenseer 5-Gipfel-Klettersteiges im Schwierigkeitsgrad C/D. Auch der Westgrat wurde im Zuge dessen zu einem Klettersteig ausgebaut, er weist den Schwierigkeitsgrad B auf.